# قائمة بطاركة بابل للكلدان

شعار البطريركية الكلدانية الكاثوليكية

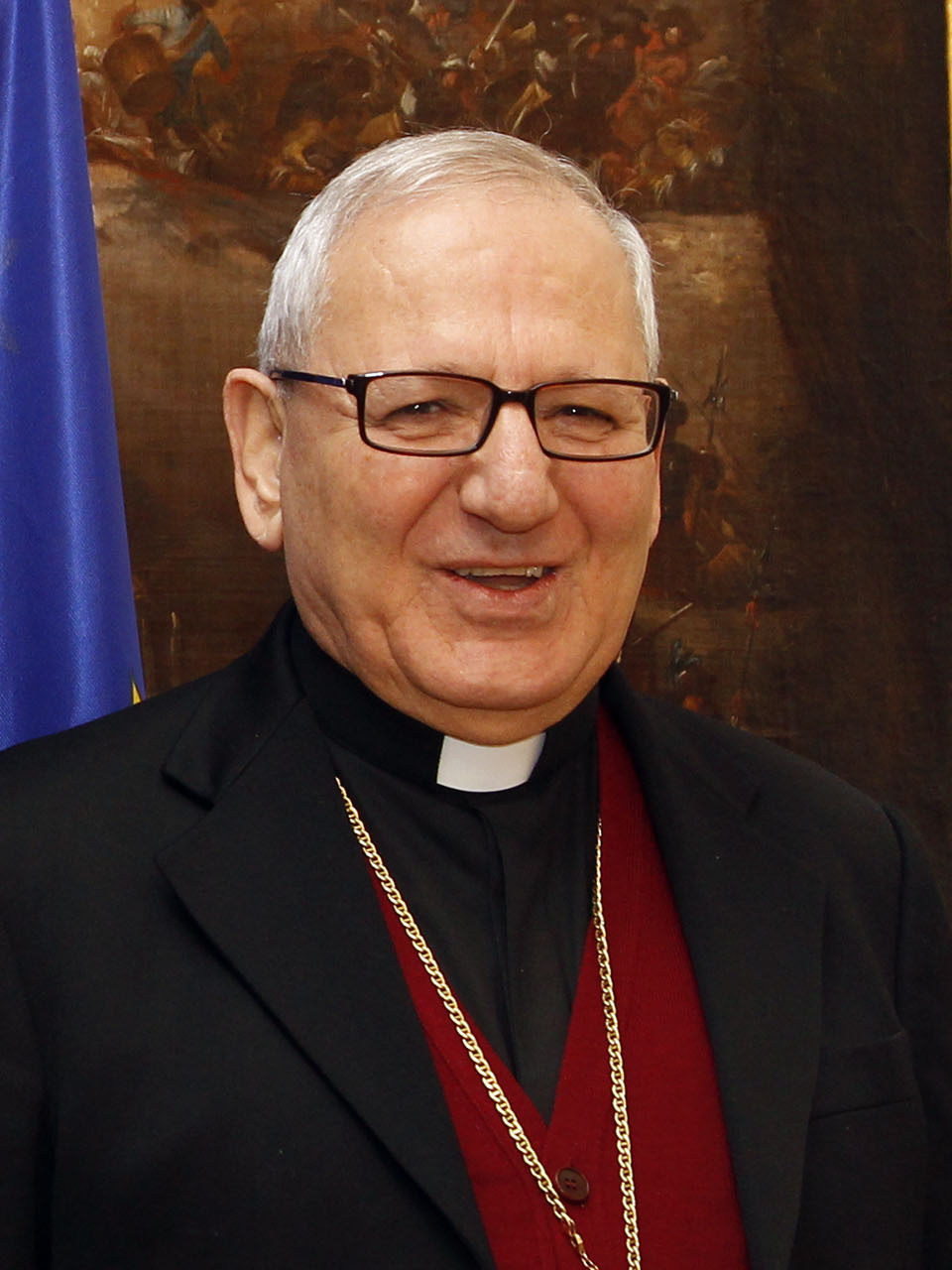
لويس روفائيل الأول ساكو بطريرك الكلدان الكاثوليك

بطريرك بابل للكلدان هو لقب يعطى إلى رؤساء الكنيسة الكلدانية الكاثوليكية وهو واحد من بطاركة الكنيسة الكاثوليكية في الشرق، تم الاعتراف بالبطريركية من قبل الفاتيكان بعد صُلح مار يوحنان سولاقا مع روما في 1552.

## سلالة البطاركة الكلدان المتحدين بروما
قبل شمعون الثامن، كانت الكنيسة الكلدانية الكاثوليكية جزء من كنيسة المشرق .
هذه القائمة هي لبطاركة بابل للكلدان الذين يمتدون من القديس توما في القرن الأول.
1. مار شمعون الثامن يوحنان سولاقا (1552-1555) ديار بكر
2. مار عبد يشوع الرابع مارون (1555-1567) سعرت
3. مار يابالاها الخامس (1578-1580) سعرت
4. مار شمعون التاسع دنحا (1581-1600) سلاماس
5. مار شمعون العاشر (1600-1638) سلاماس
6. مار شمعون الحادي عشر (1638-1656) أورمية
7. مار شمعون الثاني عشر دنحا (1656-1662) أورمية
8. مار شمعون الثالث عشر دنحا (1662-1700) قوجانس / قطع الوصال مع روما بعد (1670) فقامت الفانتيكان بتعيين بطريرك جديد في مدينة ديار بكر ليقود الموالين من الكلدانيين الكاثوليك، أصبح اتباع شمعون الثالث عشر دنحا الكنيسة الآثورية الشرقية.
9. مار يوسف الأول (1677-1695) ديار بكر
10. مار يوسف الثاني (1696-1713) ديار بكر
11. مار يوسف الثالث (1713-1757) ديار بكر
12. مار يوسف الرابع (1759-1796) ديار بكر
13. مار يوسف الخامس (1803-1828)ديار بكر
14. مار يوحنا الثامن هرمز (1830-1838) الموصل
15. مار نيقولاوس زيعا (1840-1847) الموصل
16. مار يوسف السادس اودو (1847-1878) الموصل
17. مار إيليا الثالث عشر عبو اليونان (1878-1894) الموصل
18. مار عبد يشوع الخامس خياط (1895-1899) الموصل
19. مار يوسف عمانوئيل الثاني توما (1900-1947) الموصل
20. مار يوسف السابع غنيمة (1947-1958) بغداد
21. مار بولص الثاني شيخو (1958-1989) بغداد
22. مار روفائيل الأول بيداويد (1989-2003) بغداد
23. مار عمانوئيل الثالث دلي (2003) بغداد
24. مار لويس روفائيل الأول ساكو (2013) بغداد

## اقرأ أيضاً
- الكنيسة الكلدانية الكاثوليكية
- الكنيسة الآشورية الشرقية